# Ceratophrys testudo
Ceratophrys testudo (tên tiếng Anh: Ecuadorian Horned Frog) là một loài ếch thuộc họ Leptodactylidae.
Đây là loài đặc hữu của Ecuador.
Môi trường sống tự nhiên của chúng là vùng núi ẩm nhiệt đới hoặc cận nhiệt đới và đầm nước ngọt có nước theo mùa.